# Rallycross di Gran Bretagna

Il circuito di Lydden Hill, sede abituale del Rallycross di Gran Bretagna sino al 2018

La versione da rallycross del circuito di Silverstone, sede della manifestazione dal 2019

Il Rallycross di Gran Bretagna (ufficialmente denominato Rallycross of Great Britain), è una prova di rallycross che si svolge in Inghilterra ed è sede abituale di una prova del campionato europeo rallycross sin dai primi anni 70, chiamata Euro RX of Great Britain, e dal 2014 anche del campionato del mondo rallycross, denominata World RX of Great Britain.
Sino al 2018 la manifestazione si svolgeva prevalentemente sul tracciato di Lydden Hill, nel Kent, e dal 2019 si tiene sul noto circuito di Silverstone, sede storica del Gran Premio di Gran Bretagna di Formula 1.

## Edizioni

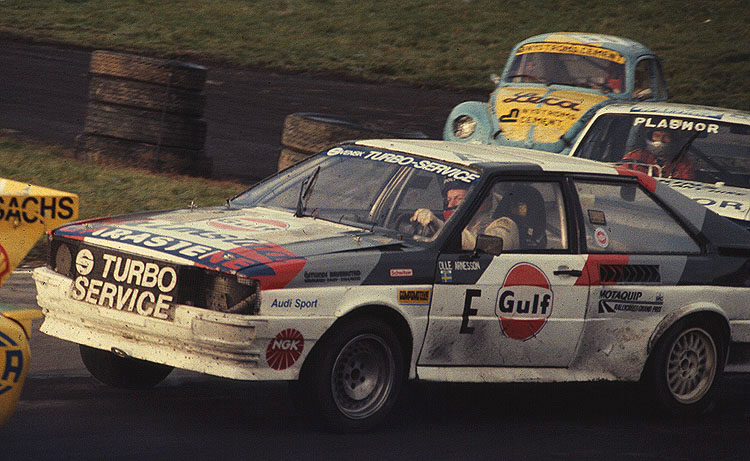
Olle Arnesson su Audi quattro nell'edizione del 1982.

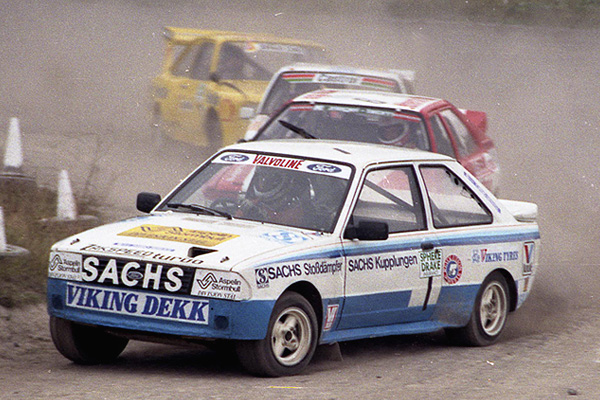
Martin Schanche su Ford Escort XR3 T16 4x4 nell'edizione del 1984.

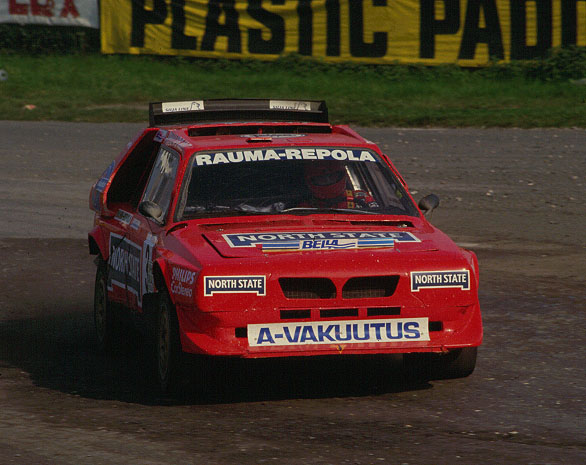
Matti Alamäki su Lancia Delta S4 nell'edizione del 1987.

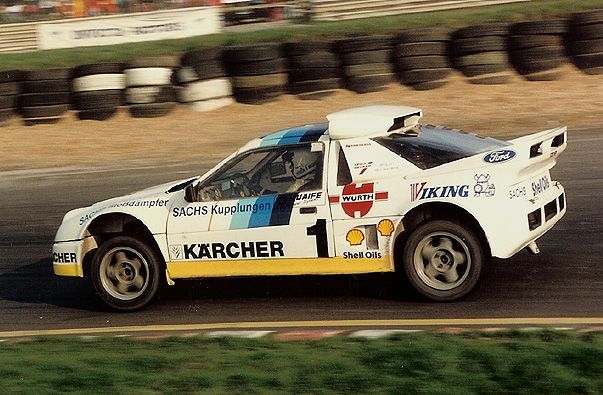
Martin Schanche su Ford RS200, vincitore dell'edizione 1991.

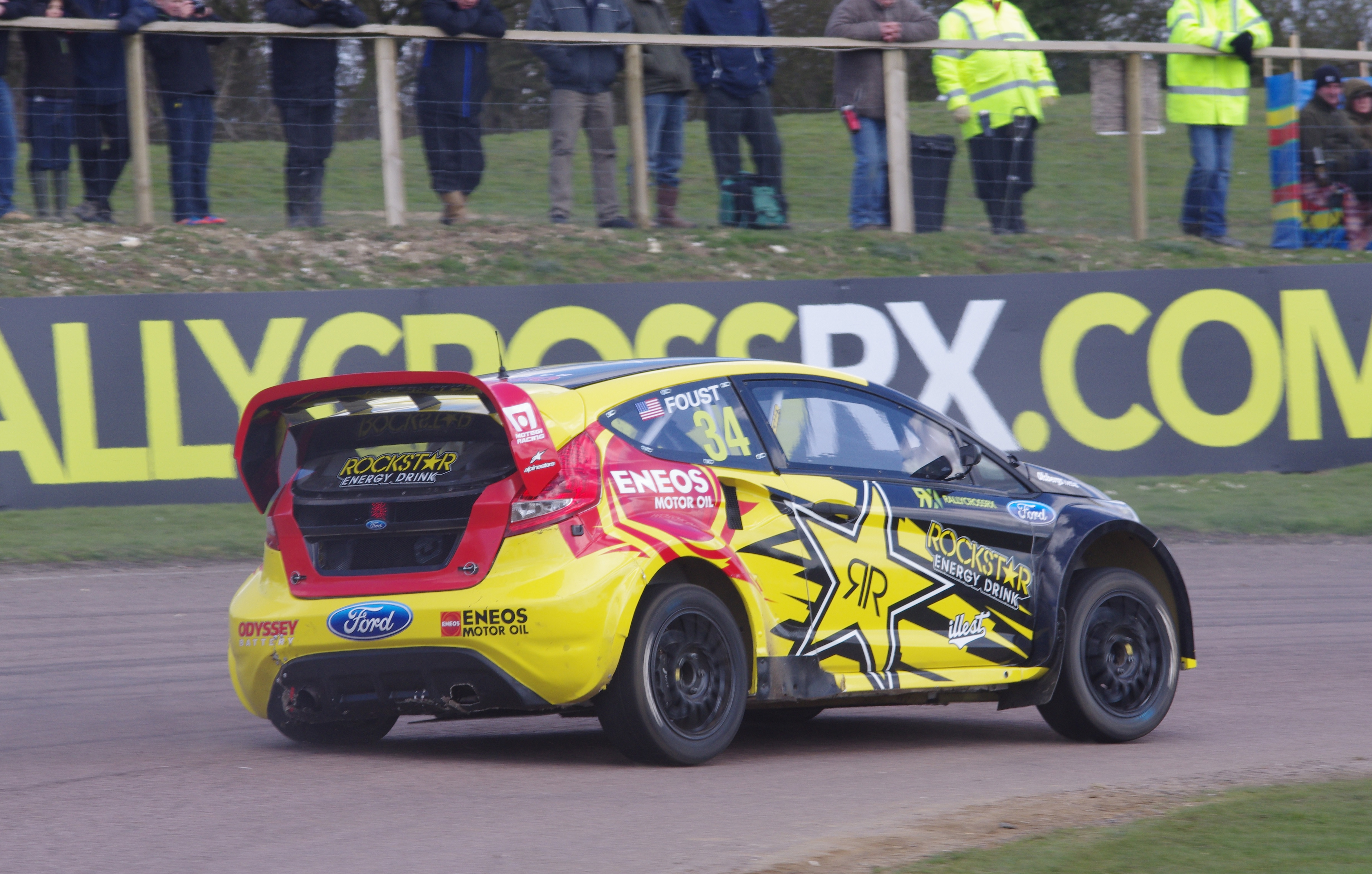
Tanner Foust su Ford Fiesta MK6, vincitore dell'edizione 2013.

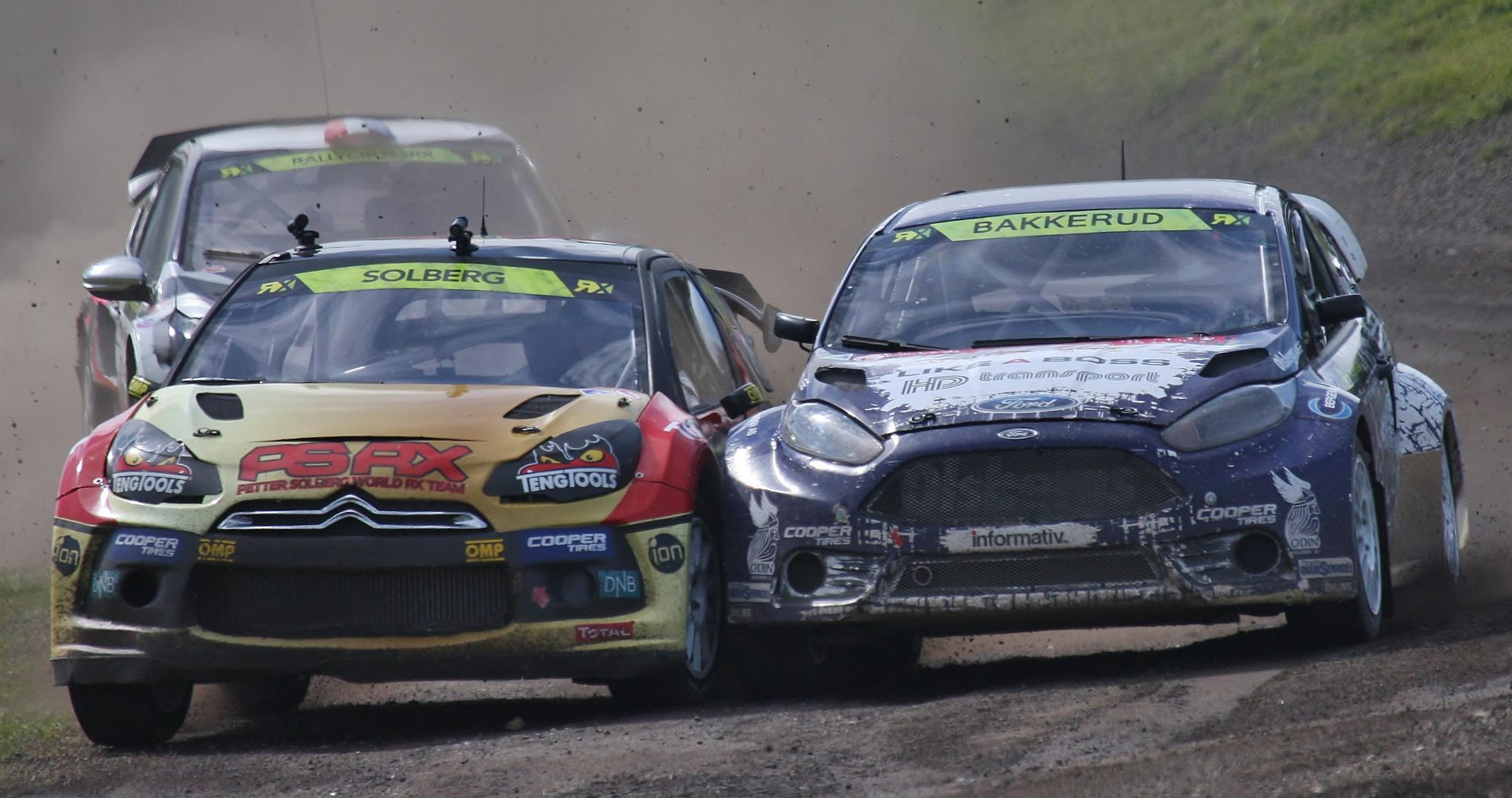
Petter Solberg (a sinistra) in lotta con Andreas Bakkerud, vincitore dell'edizione mondiale del 2014.

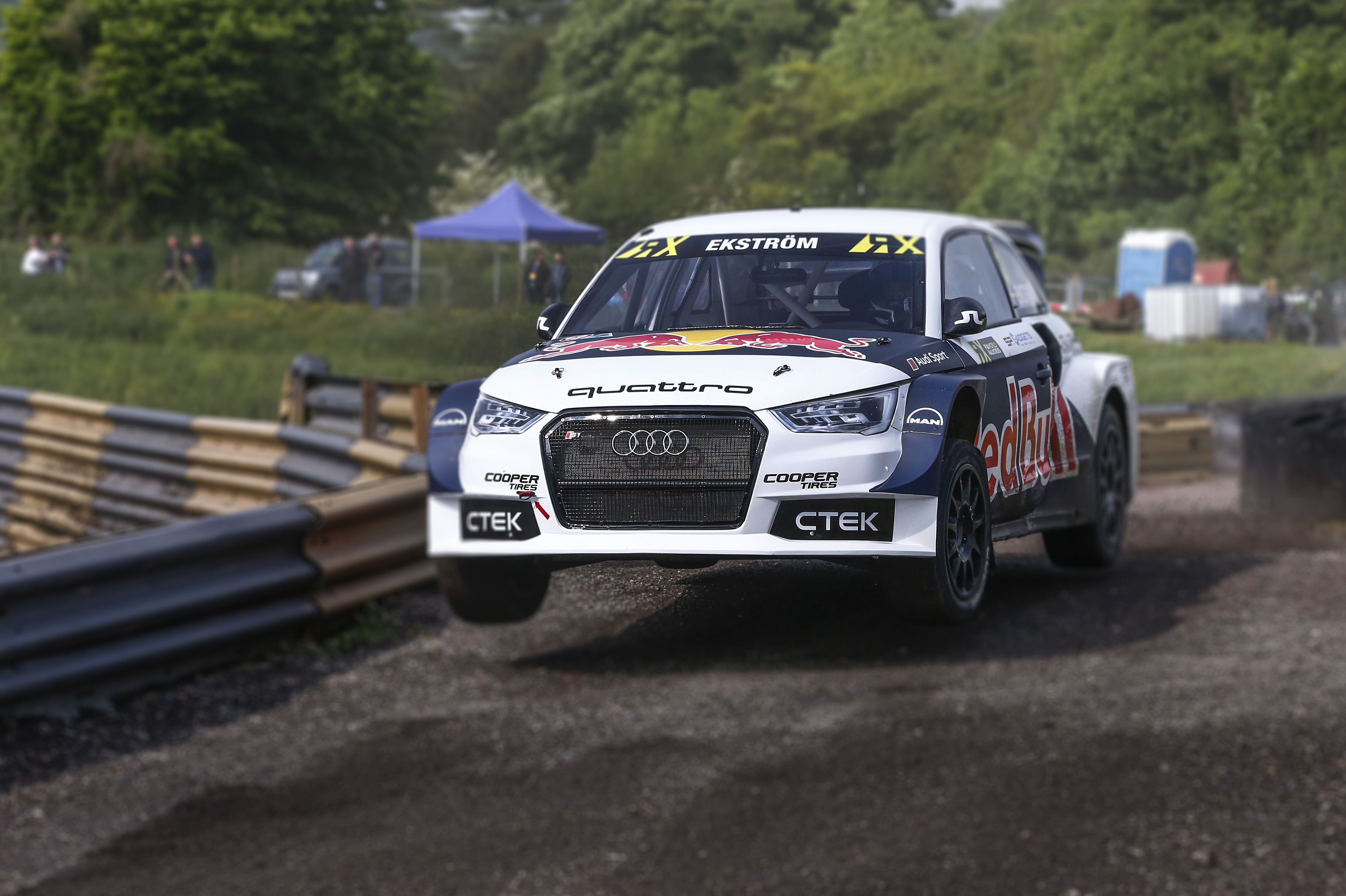
Mattias Ekström su Audi S1, vincitore dell'edizione mondiale del 2016.

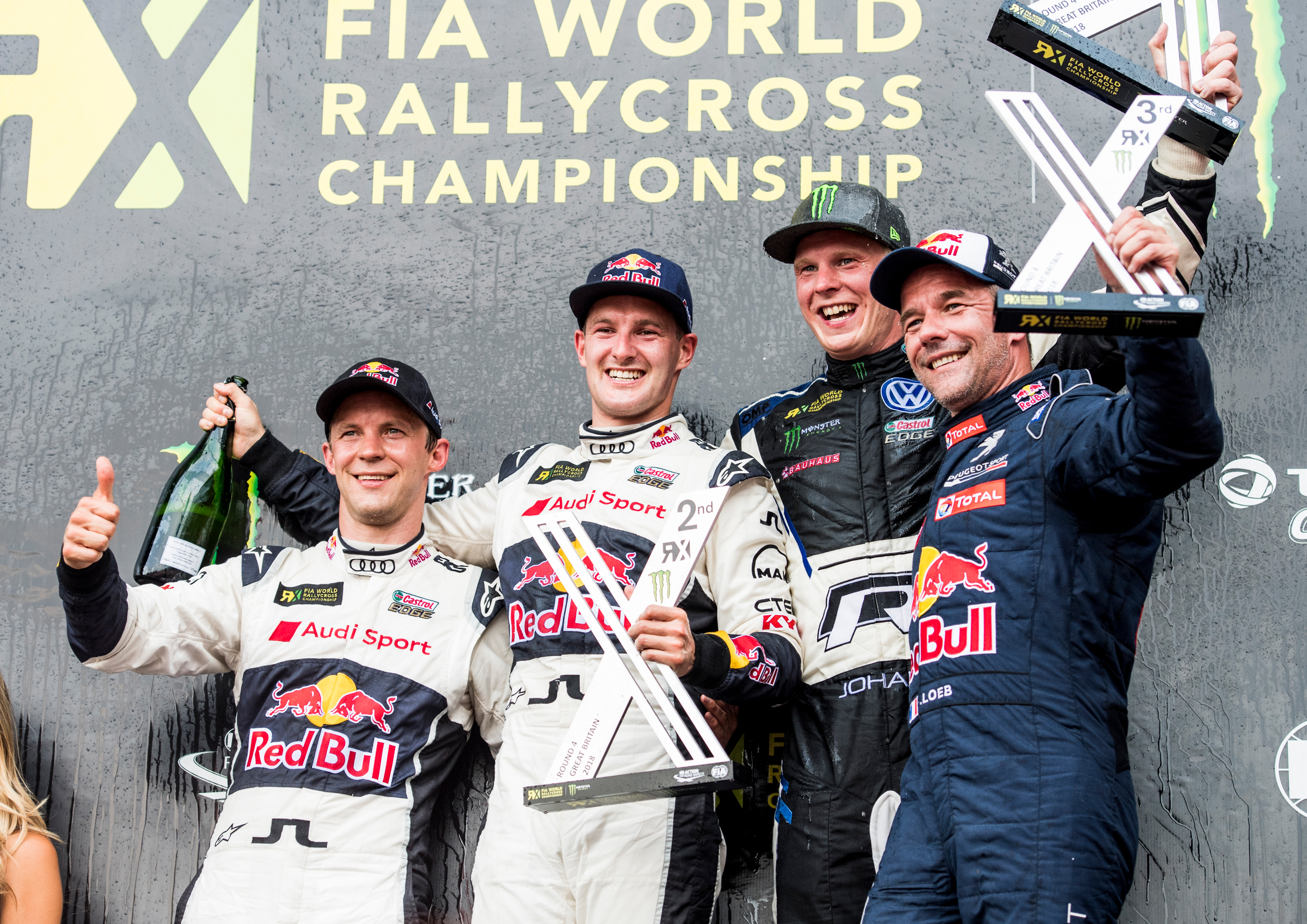
Il podio dell'edizione mondiale del 2018: da sinistra Mattias Ekström, Andreas Bakkerud, Johan Kristoffersson e Sébastien Loeb

Vengono indicati soltanto i vincitori nella massima categoria: Supercar (dal 2011 in poi), Division 1 (dal 1997 al 2010), Division 2 (dal 1982 al 1996) e TC Division (dal 1978 al 1981).
| Anno | Denominazione                                    | Sede           | Circuito        | Validità             | Vincitori            | Auto                        | Scuderia               |
| ---- | ------------------------------------------------ | -------------- | --------------- | -------------------- | -------------------- | --------------------------- | ---------------------- |
| 1973 | Rallycross of Great Britain 1973                 | Wootton        | Lydden Circuit  | Embassy/ERA - gara 1 | Franz Wurz           | VW 1302 S 2.4               | nd                     |
| 1973 | Rallycross of Great Britain 1973                 | Wootton        | Lydden Circuit  | Embassy/ERA - gara 2 | Jan de Rooy          | DAF 55 Coupé                | nd                     |
|      |                                                  |                |                 |                      |                      |                             |                        |
| 1974 | Rallycross of Great Britain 1974                 | Wootton        | Lydden Circuit  | Embassy/ERA - gara 1 | Stig Blomqvist       | Saab 96 V4 1.9              | nd                     |
| 1974 | Rallycross of Great Britain 1974                 | Wootton        | Lydden Circuit  | Embassy/ERA - gara 2 | Tom Airey            | BMC Mini Cooper S           | nd                     |
|      |                                                  |                |                 |                      |                      |                             |                        |
| 1975 | Rallycross of Great Britain 1975                 | Wootton        | Lydden Circuit  | Embassy/ERA          | Tom Airey            | BMC Mini Cooper S           | nd                     |
|      |                                                  |                |                 |                      |                      |                             |                        |
| 1976 | Rallycross of Great Britain 1976                 | Wootton        | Lydden Circuit  | Euro RX - gara 1     | Dick Riefel          | Porsche Carrera             | nd                     |
| 1976 | Rallycross of Great Britain 1976                 | Wootton        | Lydden Circuit  | Euro RX - gara 2     | John Taylor          | Ford Escort RS1800 BDA      | nd                     |
|      |                                                  |                |                 |                      |                      |                             |                        |
| 1978 | Rallycross of Great Britain 1978                 | Wootton        | Lydden Circuit  | Euro RX              | Martin Schanche      | Ford Escort RS1800 BDA      | nd                     |
|      |                                                  |                |                 |                      |                      |                             |                        |
| 1979 | Rallycross of Great Britain 1979                 | Wootton        | Lydden Circuit  | Euro RX              | Martin Schanche      | Ford Escort RS1800 BDA      | nd                     |
|      |                                                  |                |                 |                      |                      |                             |                        |
| 1980 | Rallycross of Great Britain 1980                 | Wootton        | Lydden Circuit  | Euro RX              | Per Engseth          | Volvo 343 Turbo             | nd                     |
|      |                                                  |                |                 |                      |                      |                             |                        |
| 1981 | Rallycross of Great Britain 1981                 | Wootton        | Lydden Circuit  | Euro RX              | Martin Schanche      | Ford Escort RS1800 Turbo    | nd                     |
|      |                                                  |                |                 |                      |                      |                             |                        |
| 1982 | Rallycross of Great Britain 1982                 | Wootton        | Lydden Circuit  | Euro RX              | Martin Schanche      | Ford Escort RS1800 Turbo    | nd                     |
|      |                                                  |                |                 |                      |                      |                             |                        |
| 1983 | Rallycross of Great Britain 1983                 | Wootton        | Lydden Circuit  | Euro RX              | Rolf Nilsson         | Porsche 911 SC              | nd                     |
|      |                                                  |                |                 |                      |                      |                             |                        |
| 1984 | Rallycross of Great Britain 1984                 | Wootton        | Lydden Circuit  | Euro RX              | Seppo Niittymäki     | Porsche 911 BiTurbo 4x4     | nd                     |
|      |                                                  |                |                 |                      |                      |                             |                        |
| 1985 | Rallycross of Great Britain 1985                 | Wootton        | Lydden Circuit  | Euro RX              | Martin Schanche      | Ford Escort XR3 T16 4x4     | nd                     |
|      |                                                  |                |                 |                      |                      |                             |                        |
| 1986 | Rallycross of Great Britain 1986                 | Wootton        | Lydden Circuit  | Euro RX              | Seppo Niittymäki     | Ford Escort XR3 T16 4x4     | nd                     |
|      |                                                  |                |                 |                      |                      |                             |                        |
| 1987 | Rallycross of Great Britain 1987                 | Wootton        | Lydden Circuit  | Euro RX              | Martin Schanche      | Ford RS200 E2               | nd                     |
|      |                                                  |                |                 |                      |                      |                             |                        |
| 1988 | Rallycross of Great Britain 1988                 | Wootton        | Lydden Circuit  | Euro RX              | Martin Schanche      | Ford RS200 E2               | nd                     |
|      |                                                  |                |                 |                      |                      |                             |                        |
| 1989 | Rallycross of Great Britain 1989                 | Wootton        | Lydden Circuit  | Euro RX              | Matti Alamäki        | Peugeot 205 Turbo 16 E2     | nd                     |
|      |                                                  |                |                 |                      |                      |                             |                        |
| 1990 | Rallycross of Great Britain 1990                 | Wootton        | Lydden Circuit  | Euro RX              | Martin Schanche      | Ford RS200 E2               | nd                     |
|      |                                                  |                |                 |                      |                      |                             |                        |
| 1991 | Rallycross of Great Britain 1991                 | Wootton        | Lydden Circuit  | Euro RX              | Martin Schanche      | Ford RS200 E2               | nd                     |
|      |                                                  |                |                 |                      |                      |                             |                        |
| 1992 | Rallycross of Great Britain 1992                 | Wootton        | Lydden Circuit  | Euro RX              | Martin Schanche      | Ford RS200 E2               | nd                     |
|      |                                                  |                |                 |                      |                      |                             |                        |
| 1994 | Rallycross of Great Britain 1994                 | Croft-on-Tees  | Croft Circuit   | Euro RX              | Martin Schanche      | Ford Escort RS 2000 T16 4x4 | nd                     |
|      |                                                  |                |                 |                      |                      |                             |                        |
| 1995 | Rallycross of Great Britain 1995                 | West Kingsdown | Brands Hatch    | Euro RX              | Kenneth Hansen       | Citroën ZX T16 4x4          | nd                     |
|      |                                                  |                |                 |                      |                      |                             |                        |
| 1996 | Rallycross of Great Britain 1996                 | Wootton        | Lydden Circuit  | Euro RX              | Kenneth Hansen       | Citroën ZX T16 4x4          | nd                     |
|      |                                                  |                |                 |                      |                      |                             |                        |
| 1997 | Rallycross of Great Britain 1997                 | Pembrey        | Pembrey Circuit | Euro RX              | Ludvig Hunsbedt      | Ford Escort RS 2000 T16 4x4 | nd                     |
|      |                                                  |                |                 |                      |                      |                             |                        |
| 1998 | Rallycross of Great Britain 1998                 | Pembrey        | Pembrey Circuit | Euro RX              | Per Eklund           | Saab 900 T16 4x4            | nd                     |
|      |                                                  |                |                 |                      |                      |                             |                        |
| 2009 | Rallycross of Great Britain 2009                 | Wootton        | Lydden Hill     | Euro RX              | Kenneth Hansen       | Citroën C4 T16 4x4          | nd                     |
|      |                                                  |                |                 |                      |                      |                             |                        |
| 2010 | Rallycross of Great Britain 2010                 | Wootton        | Lydden Hill     | Euro RX              | Sverre Isachsen      | Ford Focus ST T16 4x4       | nd                     |
|      |                                                  |                |                 |                      |                      |                             |                        |
| 2011 | Rallycross of Great Britain 2011                 | Wootton        | Lydden Hill     | Euro RX              | Sverre Isachsen      | Ford Focus ST T16 4x4       | nd                     |
|      |                                                  |                |                 |                      |                      |                             |                        |
| 2012 | Rallycross of Great Britain 2012                 | Wootton        | Lydden Hill     | Euro RX              | Tanner Foust         | Ford Fiesta MK6             | nd                     |
|      |                                                  |                |                 |                      |                      |                             |                        |
| 2013 | Monster Energy Rallycross of Great Britain 2013  | Wootton        | Lydden Hill     | Euro RX              | Tanner Foust         | Ford Fiesta MK6             | Olsbergs MSE AB        |
|      |                                                  |                |                 |                      |                      |                             |                        |
| 2014 | Autosport Rallycross of Great Britain 2014       | Wootton        | Lydden Hill     | World RX             | Andreas Bakkerud     | Ford Fiesta ST              | Olsbergs MSE AB        |
| 2014 | Autosport Rallycross of Great Britain 2014       | Wootton        | Lydden Hill     | Euro RX              | Robin Larsson        | Audi A1                     | Bergs Fegen            |
|      |                                                  |                |                 |                      |                      |                             |                        |
| 2015 | Motorsport News Rallycross of Great Britain 2015 | Wootton        | Lydden Hill     | World RX             | Petter Solberg       | Citroën DS3                 | SDRX                   |
|      |                                                  |                |                 |                      |                      |                             |                        |
| 2016 | Rallycross of Great Britain 2016                 | Wootton        | Lydden Hill     | World RX             | Mattias Ekström      | Audi S1                     | EKS                    |
|      |                                                  |                |                 |                      |                      |                             |                        |
| 2017 | Rallycross of Great Britain 2017                 | Wootton        | Lydden Hill     | World RX             | Petter Solberg       | Volkswagen Polo GTI         | PSRX Volkswagen Sweden |
|      |                                                  |                |                 |                      |                      |                             |                        |
| 2018 | Cooper Tires Rallycross of Great Britain 2018    | Wootton        | Lydden Hill     | World RX             | Johan Kristoffersson | Volkswagen Polo R           | PSRX Volkswagen Sweden |
|      |                                                  |                |                 |                      |                      |                             |                        |
| 2019 | Dayinsure Rallycross of Great Britain 2019       | Silverstone    | Silverstone     | World RX             | Timmy Hansen         | Peugeot 208 WRX             | Team Hansen MJP        |
| 2019 | Dayinsure Rallycross of Great Britain 2019       | Silverstone    | Silverstone     | Euro RX              | Robin Larsson        | Audi S1                     | JC Raceteknik          |